# Спрингфийлд (Мисури)
Вижте пояснителната страница за други значения на Спрингфийлд.
Спрингфийлд (на английски: Springfield) е третият по население град в щата Мисури в САЩ. Спрингфийлд има 158 097 жители (2000) и е с обща площ от 191,10 км² (73,80 мили²). Градът е окръжен център на окръг Грийн. Междущатска магистрала „44“ свързва града със Сейнт Луис и Тълса.

## Личности
Родени в Спрингфийлд
- Лори Коупланд (р. 1941), писателка
- Лукас Грейбиъл (р. 1984), актьор и музикант
- Катлийн Търнър (р. 1954), актриса
- Бранди Колбърт, писател

Други личности, свързани със Спрингфийлд
- Джон Ашкрофт, 79-ият главен прокурор на САЩ, образова се в града
- Брад Пит, актьор, израства в Спрингфийлд

## Побратимени градове
Спрнгфийлд е побратимен с:
- Исесаки, Япония;
- Тлакепаке, Мексико.